# Дуб Симона Петлюри
Дуб Си́мона Петлю́ри — віковий дуб, ботанічна пам'ятка природи місцевого значення в Україні. Росте на території Маріямпільського дендропарку, біля лікарні села Маріямпіль (Галицький район, Івано-Франківська область).
Обхват 6,24 м. Висота 25 м. Вік понад 600 років.
На думку голови громадської організації «Комітет з відродження Маріямполя» Володимира Боцюрківа це був саме той дуб біля якого сидить Симон Петлюра на одній відомій його фотографії. У дереві було велике дупло. Біля дуба зробили огорожу й інформаційний знак. 20 січня 2012 року депутати Івано-Франківської обласної ради ухвалили рішення про надання «Дубу Симона Петлюри» статусу заповідного об'єкта та включили його до складу природно-заповідного фонду області.
У травні 2020 року, після звернення громади Маріямпільської сільради, Івано-Франківська обласна рада підтримала рішення про скасування статусу об'єкта природного заповідного фонду оскільки дерево перебувало у поганому стані. Один із стовбурів прогнив і обвалився у липні 2019.